# Acraea perradiata
Acraea perradiata är en fjärilsart som beskrevs av Le Cerf 1927. Acraea perradiata ingår i släktet Acraea och familjen praktfjärilar. Inga underarter finns listade i Catalogue of Life.